# Huevo de la gallina Kelch
El huevo de la gallina Kelch es un huevo de Pascua esmaltado y enjoyado fabricado en San Petersburgo bajo la supervisión de Michael Perkhin, en nombre del joyero ruso Peter Carl Fabergé. Fue hecho para el industrial ruso Alexander Ferdinandovich Kelch, quien le regaló el huevo a su esposa, Barbara Kelch-Bazanova en la Pascua de 1898. Es el primero de los siete huevos que, todos los años desde 1898 hasta 1904, ordenó Alexander Kelch y fabricó Michael Perkhin, maestro orfebre de Fabergé en ese momento, imitando la iconografía de los huevos imperiales. Este repite el diseño del primer huevo imperial o de la gallina, aunque ya está más lujosamente decorado y es de mayor tamaño.

## Descripción
El huevo se abre horizontalmente, por la mitad a lo largo, y está hecho de oro recubierto por fuera con esmalte rojo fresa translúcido sobre un fondo de líneas entrecruzadas, y por dentro con esmalte blanco opaco rodeando una esfera o "yema" de esmalte amarillo mate. En un extremo hay un gran diamante plano, bajo el que posteriormente se colocó un retrato en miniatura del zar Nicolás II. Donde se unen ambas mitades hay una banda de diamantes, que se abre presionando un diamante plano, bajo el que aparece la fecha "1898". La "sorpresa" es una yema de esmalte amarillo que se abre a su vez para revelar un interior forrado de gamuza con una gallina en miniatura, elaborada con esmalte dorado, marrón y blanco y ojos de diamante. La gallina está articulada en la cola, lo que le permite abrirse para revelar otra sorpresa: un caballete en miniatura de oro coronado por un diamante en forma de corazón con un rubí que simboliza una llama.  El marco de diamantes del caballete y bajo una lámina trasparente de cristal de roca ahora contiene un retrato en miniatura de Alexei Nikolaevich vistiendo el uniforme del Regimiento de Fusileros de la Guardia Imperial Rusa. Este retrato reemplazó al original mostrando a Barbara Kelch-Bazanova en la década de 1930, cuando también el retrato exterior de su padre el zar reemplazó a uno de Alexander Kelch (probablemente para aumentar el precio de venta haciéndolo pasar por un huevo imperial).

## Historia
Tras la Revolución de Octubre de 1917, un joyero de París puso a la venta el huevo junto con otros cinco huevos Kelch de Fabergé en 1920. Pasó por varias colecciones privadas, incluida la de la revista Forbes, pero desde 2004 se encuentra en el Museo Fabergé de San Petersburgo. El soporte dorado desmontable de seis patas en el que se muestra el huevo no es el original del objeto. El soporte, hecho de oro multicolor y decorado con adornos florales engastados con diamantes, fue encargado por el rey Faruk de Egipto a mediados del siglo XX, cuando era el propietario del huevo.
También se conserva el estuche de la pieza, mostrando el sello de la casa Fabergé con un águila imperial bicéfala que la identificaba como proveedora de la corte rusa.